# 진 헤이건
진 헤이건(영어: Jean Hagen, 1923년 8월 3일 ~ 1977년 8월 29일)은 미국의 배우이다. 1952년 영화 《사랑은 비를 타고》의 리나 러몬트 역으로 아카데미 여우조연상에 지명되었다.
그녀의 본명은 진 셜리 버헤이건(Jean Shirley Verhagen)이다. 아버지 크리스티안 페르하헌(네덜란드어: Christian Verhagen)은 네덜란드 출신 이민자로 시카고 태생의 마리(Marie)와의 사이에서 진을 낳았다.
1977년 식도암으로 사망하였다.

## 출연작 목록
| 연도 | 제목                  | 원제                  | 배역                   | 비고                     |
| ---- | --------------------- | --------------------- | ---------------------- | ------------------------ |
| 1949 | 아담의 부인           | Adam's Rib            | 베릴 케인              | 데뷔작                   |
| 1950 | 아스팔트 정글         | The Asphalt Jungle    | "인형" 코너번          |                          |
| 1950 | 사이드 스트리트       | Side Street           | 헨리엣 신턴            |                          |
| 1952 | 아무 것도 묻지 마세요 | No Questions Asked    | 조앤 브렌슨            |                          |
| 1952 | 사랑은 비를 타고      | Singin' in the Rain   | 리나 러몬트            | 아카데미 여우조연상 지명 |
| 1952 | 카빈 윌리엄스         | Carbine Williams      | 매기 윌리엄스          |                          |
| 1953 | 라틴 연인들           | Latin Lovers          | 앤 켈우드              |                          |
| 1953 | 아레나                | Arena                 | 멕 허친스              |                          |
| 1955 | 빅 나이프             | The Big Knife         | 코니 블리스            |                          |
| 1959 | 섀기독                | The Shaggy Dog        | 프리다 대니얼스        |                          |
| 1960 | 캼포벨로의 일출       | Sunrise at Campobello | 마거리트 "미시" 러핸드 |                          |
| 1964 | 데드 링거             | Dead Ringer           | 디디 마셜              | 유작                     |